# Lijst van voetbalinterlands Faeröer - Servië
Deze lijst van voetbalinterlands is een overzicht van alle officiële voetbalwedstrijden tussen de nationale teams van Faeröer en Servië. De landen speelden tot op heden vier keer tegen elkaar. De eerste ontmoeting, een kwalificatiewedstrijd voor het Wereldkampioenschap voetbal 2010, werd gespeeld in Belgrado op 6 september 2008. Het laatste duel, een kwalificatiewedstrijd voor het Europees kampioenschap voetbal 2012, vond plaats op 6 september 2011 in de Servische hoofdstad.

## Wedstrijden
| № | Plaats   | Datum            | Competitie           | Wedstrijd        | Uitslag |
| - | -------- | ---------------- | -------------------- | ---------------- | ------- |
| 1 | Belgrado | 6 september 2008 | WK 2010 kwalificatie | Servië – Faeröer | 2 – 0   |
| 2 | Tórshavn | 10 juni 2009     | WK 2010 kwalificatie | Faeröer – Servië | 0 – 2   |
| 3 | Tórshavn | 3 september 2010 | EK 2012 kwalificatie | Faeröer – Servië | 0 – 3   |
| 4 | Belgrado | 6 september 2011 | EK 2012 kwalificatie | Servië – Faeröer | 3 – 1   |

## Samenvatting
| Competitie      | Totaal gespeeld | Winst Faeröer | Gelijk | Winst Servië | Doelsaldo Faeröer – Servië |
| --------------- | --------------- | ------------- | ------ | ------------ | -------------------------- |
| WK-kwalificatie | 2               | 0             | 0      | 2            | 0 − 4                      |
| EK-kwalificatie | 2               | 0             | 0      | 2            | 1 − 6                      |
| Totaal          | 4               | 0             | 0      | 4            | 1 − 10                     |

Wedstrijden bepaald door strafschoppen worden, in lijn met de FIFA, als een gelijkspel gerekend.

## Details

### Eerste ontmoeting
| Servië                                   | 2 – 0 | Faeröer |
| Jón Jacobsen 30' (e.d.) Nikola Žigić 88' | goals |         |

### Tweede ontmoeting
| Faeröer | 0 – 2 | Servië                                |
|         | goals | 44' Milan Jovanović 69' Neven Subotić |

### Derde ontmoeting
| Faeröer | 0 – 3 | Servië                                                 |
|         | goals | 14' Danko Lazović 18' Dejan Stanković 90' Nikola Žigić |

### Vierde ontmoeting
| Servië                                                    | 3 – 1 | Faeröer               |
| Milan Jovanović 6' Zoran Tošić 32' Zdravko Kuzmanović 69' | goals | 37' Fróði Benjaminsen |